# Tlogosari (Donomulyo)
Tlogosari is een bestuurslaag in het regentschap Malang van de provincie Oost-Java, Indonesië. Tlogosari telt 3024 inwoners (volkstelling 2010).